# Qadaşoba
Qadaşoba est un village et une municipalité du district de Khachmaz Rayon en Azerbaïdjan. La municipalité compte une population de 1384 habitants[réf. nécessaire].  Celle-ci se compose des villages de Qadaşoba, Ağarəhimoba et Hacıisaoba.